# Bellardia rugiforceps
Bellardia rugiforceps är en tvåvingeart som beskrevs av Fan och Feng 1993. Bellardia rugiforceps ingår i släktet Bellardia och familjen spyflugor.
Artens utbredningsområde är Sichuan (Kina). Inga underarter finns listade i Catalogue of Life.